# Каур, Джудит
Джудит Салмон Каур (англ. Judith Salmon Kaur, род. 1945) — американский онколог, директор программ для коренных американцев в онкологическом центре клиники Мейо. По данным издания Indian Country Today, Каур — одна из двух онкологов-индейцев, работающих в Соединённых Штатах.

## Юные годы и образование
Каур имеет корни в племени чокто и чероки и является гражданкой народа чокто в Оклахоме. Когда ей было пять лет, её бабушка из племени чокто сказала ей, что она «должна стать целительницей». Она была первым членом семьи, кто окончил среднюю школу, и после окончания колледжа Августана начала профессиональную карьеру в качестве учителя. Работая учительницей, Каур родила дочь и вышла замуж. Её муж приходил домой и видел, как она проводит вечера за чтением журнала Scientific American. В конце концов муж убедил её поступить в медицинский вуз, и в 1975 году её приняли в программу «Индейцы в медицине» (INMED) Службы здравоохранения индейцев Университета Северной Дакоты, которая поддерживает коренных американцев и коренных жителей Аляски в построении карьеры в сфере здравоохранения. Первоначально она намеревалась получить медицинское образование и вернуться в резервацию, чтобы работать в сфере семейной медицины. На третьем курсе медицинского вуза Каур решила специализироваться на онкологии. В конце концов она получила медицинское образование в Медицинской школе Университета Колорадо.

## Исследования и карьера
Каур стремится положить конец неравенству в сфере здравоохранения среди коренных народов, стремясь изменить результаты лечения людей, страдающих от рака. Она сосредоточилась на расширении участия в клинических испытаниях и поддержке студентов из числа коренных народов в построении карьеры в области медицины. Будучи одним из первых исследователей Национального института онкологии (NCI), собравших данные о распространённости рака и восприятии этой болезни среди коренных общин, она повысила осведомлённость о раке среди племён Среднего Запада США. До работы Каур существовало ошибочное мнение, что рак — это «болезнь белых людей».
В частности, Каур специализируется на онкологических заболеваниях у женщин, уделяя особое внимание раку молочной железы и шейки матки. Она изучала биомаркеры рака груди у коренных жителей Аляски и коренных американцев. Она также работала с беременными женщинами из числа коренных жителей Аляски по вопросам отказа от курения и воздействия канцерогенов. С момента основания ресурсного центра в 1999 году Каур занимала должность медицинского директора Информационного ресурсного центра по борьбе с раком среди американских индейцев и коренных жителей Аляски и центра обмена знаниями (Native CIRCLE). Наряду с организацией Native CIRCLE Каур возглавляет Инициативу американских индейцев и коренных жителей Аляски по борьбе с раком Spirit of EAGLES. Программа направлена на предоставление культурно значимого образования и исследований. В частности, Каур работает над улучшением доступа коренных общин к Закону о доступном медицинском обслуживании.
В 2007 году Каур опубликовала Ежегодный доклад для страны о состоянии онкологических заболеваний, в котором было отмечено, что, несмотря на прогресс, достигнутый Соединёнными Штатами в снижении распространённости рака, это не отразилось на коренном населении. Каур была названа лауреатом гуманитарной премии Ричарда Свенсона 2017 года её альма-матер колледжем Августана. В 2018 году она была удостоена награды «Выдающийся выпускник клиники Мейо» за свою работу с общинами коренных американцев.

## Избранные публикации
- Espey, David K.; Wu, Xiao-Cheng; Swan, Judith; Wiggins, Charles; Jim, Melissa A.; Ward, Elizabeth; Wingo, Phyllis A.; Howe, Holly L.; Ries, Lynn A. G.; Miller, Barry A.; Jemal, Ahmedin (15 ноября 2007). Annual report to the nation on the status of cancer, 1975–2004, featuring cancer in American Indians and Alaska Natives. Cancer (англ.). 110 (10): 2119–2152. doi:10.1002/cncr.23044. PMID 17939129. S2CID 25675721.
- Choong, Nicholas W. W.; Quevedo, J. Fernando; Kaur, Judith S. (15 марта 2005). Small cell carcinoma of the urinary bladder: The Mayo Clinic experience. Cancer (англ.). 103 (6): 1172–1178. doi:10.1002/cncr.20903. ISSN 0008-543X. PMID 15700264. S2CID 45059794.
- Burch, Patrick A.; Breen, Jami K.; Buckner, Jan C.; Gastineau, Dennis A.; Kaur, Judith A.; Laus, Reiner L.; Padley, Douglas J.; Peshwa, Madhusudan V.; Pitot, Henry C.; Richardson, Ronald L.; Smits, Bouwien J. (1 июня 2000). Priming Tissue-specific Cellular Immunity in a Phase I Trial of Autologous Dendritic Cells for Prostate Cancer. Clinical Cancer Research (англ.). 6 (6): 2175–2182. ISSN 1078-0432. PMID 10873066.